# Turniej o Srebrny Kask 2011
Turniej o Srebrny Kask 2011 – zawody żużlowe, organizowane przez Polski Związek Motorowy dla zawodników do 21. roku życia. W sezonie 2011 rozegrano dwa turnieje półfinałowe oraz finał.

## Finał
- 10 września 2011 r. (sobota), Wrocław

| Msc. | Zawodnik               | Klub                 | Pkt   |             |  |
| ---- | ---------------------- | -------------------- | ----- | ----------- |  |
| 1    | Maciej Janowski        | Sparta Wrocław       | 15    | (3,3,3,3,3) |  |
| 2    | Przemysław Pawlicki    | Polonia Piła         | 12 +3 | (3,1,2,3,3) |  |
| 3    | Patryk Dudek           | Falubaz Zielona Góra | 12 +2 | (2,2,3,2,3) |  |
| 4    | Emil Pulczyński        | Unibax Toruń         | 12 +1 | (1,3,3,3,2) |  |
| 5    | Piotr Pawlicki         | Polonia Piła         | 11    | (3,2,2,2,2) |  |
| 6    | Tobiasz Musielak       | Unia Leszno          | 9     | (2,2,2,2,1) |  |
| 7    | Kacper Gomólski        | Start Gniezno        | 8     | (2,3,1,2,d) |  |
| 8    | Damian Adamczak        | Polonia Bydgoszcz    | 8     | (2,3,1,1,1) |  |
| 9    | Łukasz Sówka           | Lubawa Litex Ostrów  | 6     | (0,0,1,3,2) |  |
| 10   | Szymon Woźniak         | Polonia Bydgoszcz    | 6     | (1,1,3,1,0) |  |
| 11   | Mikołaj Curyło         | Polonia Bydgoszcz    | 4     | (3,1,u,–,–) |  |
| 12   | Maciej Fajfer          | Lechma Poznań        | 4     | (0,1,1,0,2) |  |
| 13   | Damian Michalski       | Orzeł Łódź           | 3     | (1,w,2,d,w) |  |
| 14   | Damian Sperz           | Wybrzeże Gdańsk      | 3     | (1,u,0,1,1) |  |
| 15   | Kacper Rogowski        | Falubaz Zielona Góra | 2     | (w,2,0,0,w) |  |
| 16   | Adam Strzelec          | Falubaz Zielona Góra | 1     | (0,0,w,1,0) |  |
|      | rez. Patryk Malitowski | Sparta Wrocław       | 3     | (0,3)       |  |
|      | rez. Mateusz Gradka    | Sparta Wrocław       | 0     | (0)         |  |